# Once In A Long, Long While...
Once In A Long, Long While… — третий студийный альбом исландской группы Low Roar, выпущенный в 2017 году. Альбом вышел 14 апреля 2017 в США. В Японии и Европе «Once In A Long, Long While…» вышел 19 апреля и 5 мая соответственно. Релиз получил преимущественно положительные отзывы критиков.

## Список композиций
| №   | Название                           | Длительность |
| --- | ---------------------------------- | ------------ |
| 1.  | «Don't Be so Serious»              | 6:13         |
| 2.  | «Bones (feat. Jófríður Ákadóttir)» | 2:49         |
| 3.  | «St. Eriksplan»                    | 3:41         |
| 4.  | «Give Me an Answer»                | 3:43         |
| 5.  | «Waiting (10 Years)»               | 4:04         |
| 6.  | «Without You»                      | 3:54         |
| 7.  | «Gosia»                            | 4:13         |
| 8.  | «Once in a Long, Long While...»    | 5:16         |
| 9.  | «Crawl Back»                       | 4:08         |
| 10. | «Poznan»                           | 2:03         |
| 11. | «Miserably»                        | 3:55         |
| 12. | «13»                               | 5:24         |